# Gösta Sundvall (konstnär)
Nils Gustaf (Gösta) Sundvall, (eg. Sundwall), född 16 juni 1900 i Stockholm, död 13 oktober 1957 i Stockholm, var en svensk målare och tecknare
Sundvall studerade vid Tekniska skolan i Stockholm 1916–1920 och vid Konsthögskolan 1920–1926 samt under studieresor till bland annat Tyskland, Frankrike, Italien, Nederländerna, Belgien, Estland och upprepade gånger till Spanien. Han tilldelades 1935 ett stipendium från Kinmansons fond av Konstakademien. Efter sina studier var han de första åren verksam med restaureringar och dekorativa arbeten i kyrkor, slott och kommunala byggnader och var under något år medhjälpare till Olle Hjortzberg vid dennes större arbeten. Under sin tid vid konsthögskolan målade han några kubistiska experiment men det var framför allt den nysakliga stilen som kom fram under 1920-talet som blev utgångspunkten i hans bildskapande. Separat ställde han ut på Fahlencrantz konstsalong i Stockholm 1935, Modern konst i hemmiljö 1940, De ungas salong 1946, på Konstnärshuset 1952, Torshälla, Västerås, Gnesta och Umeå. Tillsammans med Lambert Werner ställde han ut på Lorensbergs konstsalong i Göteborg 1949 och tillsammans med Gunnar Norrman i Göteborg 1953 samt med Axel Waleij i Borås 1957. Han medverkade från 1933 i Sveriges allmänna konstförenings salonger i Stockholm och i ett flertal samlingsutställningar på Lorensbergs konstsalong i Göteborg. Han var en de ursprungliga medlemmarna i konstnärsgruppen De unga bildad 1938 som drev galleriverksamheten De ungas salong och deltog regelbundet i gruppens utställningar. En minnesutställning med hans konst visades på De ungas salong 1958. Hans konst består av stilleben, porträtt och landskapsmålningar. Sundvall är representerad vid Moderna Museet och Prins Eugens Waldemarsudde.